# Челль, Виктор
Ви́ктор Э́рик Челль (швед. Viktor Erik Kjäll; род. 13 июня 1985, Вестерос) — шведский кёрлингист и тренер по кёрлингу.
В составе мужской сборной Швеции участник зимних Олимпийских игр 2010 (заняли четвёртое место) и 2014 (бронзовые призёры); участник четырёх чемпионатов мира (чемпионы в 2013), шести чемпионатов Европы (чемпионы в 2009, 2012), двух зимних Универсиад (чемпионы в 2009). Трёхкратный чемпион Швеции среди мужчин.
Играл в основном на позиции первого.
После сезона 2013—2014 перешёл на тренерскую работу.

## Достижения
- Зимние Олимпийские игры: бронза (2014).
- Чемпионат мира по кёрлингу среди мужчин: золото (2013), бронза (2011, 2012).
- Чемпионат Европы по кёрлингу: золото (2009, 2012), серебро (2011).
- Чемпионат Швеции по кёрлингу среди мужчин: (2007, 2009, 2010).
- Зимние Универсиады: золото (2009), бронза (2007).

## Команды
| Сезон   | Четвёртый        | Третий           | Второй           | Первый          | Запасной                                         | Турниры                                 |
| ------- | ---------------- | ---------------- | ---------------- | --------------- | ------------------------------------------------ | --------------------------------------- |
| 2005—06 | Андерс Эрикссон  | Себастьян Краупп | Виктор Челль     | Оскар Эрикссон  |                                                  |                                         |
| 2006—07 | Себастьян Краупп | Даниэль Тенн     | Фредрик Линдберг | Виктор Челль    |                                                  | ЗУ 2007                                 |
| 2006—07 | Пейя Линдхольм   | Джеймс Драйбур   | Виктор Челль     | Андерс Эрикссон | Магнус Свартлинг (ЧМ) тренер: Стефан Хассельборг | ЧШМ 2007 · ЧМ 2007 (5 место)            |
| 2007—08 | Пейя Линдхольм   | Джеймс Драйбур   | Виктор Челль     | Андерс Эрикссон | Magnus Ekdahl тренер: Marie Henriksson           | ЧЕ 2007 (6 место)                       |
| 2008—09 | Никлас Эдин      | Себастьян Краупп | Фредрик Линдберг | Виктор Челль    | тренер: Сёрен Гран (ЗУ)                          | ЗУ 2009 · ЧШМ 2009                      |
| 2009—10 | Никлас Эдин      | Себастьян Краупп | Фредрик Линдберг | Виктор Челль    | Оскар Эрикссон тренер: Сёрен Гран                | ЧЕ 2009 · ЗОИ 2010 (4 место)            |
| 2009—10 | Никлас Эдин      | Себастьян Краупп | Фредрик Линдберг | Виктор Челль    |                                                  | ЧШМ 2010                                |
| 2010—11 | Никлас Эдин      | Себастьян Краупп | Фредрик Линдберг | Виктор Челль    | Оскар Эрикссон тренер: Сёрен Гран                | ЧЕ 2010 (6 место) · ККК 2011 · ЧМ 2011  |
| 2011—12 | Никлас Эдин      | Себастьян Краупп | Фредрик Линдберг | Виктор Челль    | Оскар Эрикссон тренер: Маркус Хассельборг        | ЧЕ 2011 · ККК 2012 · ЧМ 2012            |
| 2012—13 | Никлас Эдин      | Себастьян Краупп | Фредрик Линдберг | Виктор Челль    | Оскар Эрикссон тренер: Ева Лунд                  | ЧЕ 2012 · ККК 2013 · ЧМ 2013            |
| 2013—14 | Никлас Эдин      | Себастьян Краупп | Фредрик Линдберг | Виктор Челль    | Оскар Эрикссон тренер: Ева Лунд                  | ЧЕ 2013 (5 место) · ККК 2014 · ЗОИ 2014 |

(скипы выделены полужирным шрифтом)

## Результаты как тренера национальных сборных
| Год  | Турнир                                              | Сборная                    | Место |
| ---- | --------------------------------------------------- | -------------------------- | ----- |
| 2015 | Чемпионат Европы по кёрлингу 2015                   | Швеция (мужчины)           | 5     |
| 2017 | Чемпионат Европы по кёрлингу 2017                   | Швеция (мужчины)           | 2     |
| 2018 | Зимние Олимпийские игры 2018                        | Великобритания (мужчины)   | 5     |
| 2022 | Зимние Олимпийские игры 2022                        | Канада (женщины)           | 5     |
| 2023 | Чемпионат мира по кёрлингу среди смешанных пар 2023 | Швейцария (смешанная пара) | 7     |
| 2023 | Панконтинентальный чемпионат по кёрлингу 2023       | Канада (женщины)           | 4     |
| 2024 | Панконтинентальный чемпионат по кёрлингу 2024       | Канада (женщины)           | 1     |
| 2024 | Чемпионат мира по кёрлингу среди женщин 2025        | Канада (женщины)           | 1     |